# Dwars door het Hageland 2025 (mannen)
De 22e editie van de wielerwedstrijd Dwars door het Hageland voor mannen vond plaats op 14 juni 2025. Titelverdediger was de Belg Gianni Vermeersch, die deze editie afwezig was. Zijn opvolger werd na 180 kilometer koers de Fransman Paul Magnier, die drie seconden eerder finishte de Noorse meervoudige winnaar Rasmus Tiller. Gevolgd door Tiller finishte de Nederlander Tibor del Grosso als derde. De wedstrijd was onderdeel van de UCI ProSeries.

## Uitslag
| Plaats  | Naam             | Ploeg                 | tijd     |
| ------- | ---------------- | --------------------- | -------- |
| Winnaar | Paul Magnier     | Soudal Quick-Step     | 4u00'29" |
| 2       | Rasmus Tiller    | Uno-X Mobility        | + 3"     |
| 3       | Tibor Del Grosso | Alpecin-Deceuninck    | + 9"     |
| 4       | Quinten Hermans  | Alpecin-Deceuninck    | + 14"    |
| 5       | Mike Teunissen   | XDS Astana Team       | + 23"    |
| 6       | David Haverdings | Baloise Glowi Lions   | + 28"    |
| 7       | Jonas Abrahamsen | Uno-X Mobility        | z.t.     |
| 8       | Alex Colman      | Team Flanders-Baloise | z.t.     |
| 9       | Jasper Philipsen | Alpecin-Deceuninck    | + 36"    |
| 10      | Pier-André Côté  | Israel-Premier Tech   | + 38"    |

Mannen: 2001 · 2002 · 2003 · 2003-2006 · 2007 · 2008 · 2009 · 2010 · 2011 · 2012 · 2013-2015 · 2016 · 2017 · 2018 · 2019 · 2020 · 2021 · 2022 · 2023 · 2024 · 2025
Vrouwen: 2021 · 2022 · 2023 · 2024 · 2025
Ronde van Valencia ·
Ronde van Oman ·
Clásica de Almería ·
Figueira Champions Classic ·
Ronde van de Algarve ·
Ruta del Sol ·
Ardèche Classic ·
Drôme Classic ·
Kuurne-Brussel-Kuurne ·
Trofeo Laigueglia ·
Nokere Koerse ·
Milaan-Turijn ·
GP Denain ·
Bredene Koksijde Classic ·
Grote Prijs Miguel Indurain ·
Ronde van Hainan ·
Scheldeprijs ·
Brabantse Pijl ·
Ronde van de Alpen ·
Ronde van Turkije ·
Grote Prijs van de Morbihan ·
Tro Bro Léon ·
Klassiek Duinkerke-GP van de Hauts-de-France ·
Vierdaagse van Duinkerke ·
Ronde van Hongarije ·
Veenendaal-Veenendaal ·
Antwerp Port Epic ·
Boucles de la Mayenne ·
Ronde van Noorwegen ·
Ronde van Slovenië ·
Brussels Cycling Classic ·
Dwars door het Hageland ·
Mont Ventoux Dénivelé Challenge ·
Ronde van België ·
Ronde van het Qinghaimeer ·
Ronde van Wallonië ·
Ronde van Burgos ·
Arctic Race of Norway ·
Ronde van Denemarken ·
Circuit Franco-Belge ·
Ronde van Duitsland ·
Ronde van Groot-Brittannië ·
Maryland Cycling Classic ·
GP Industria & Artigianato-Larciano ·
Coppa Sabatini ·
Grote Prijs van Fourmies ·
Grote Prijs van Wallonië ·
Ronde van Luxemburg ·
Super 8 Classic ·
Ronde van Langkawi ·
Ronde van het Münsterland ·
Ronde van Emilia ·
Coppa Bernocchi ·
Ronde van de Drie Valleien ·
Ronde van Piemonte ·
Ronde van het Taihu-meer ·
Parijs-Tours ·
Ronde van Veneto ·
Japan Cup ·
Veneto Classic